# Nationalpark Bjeshkët e Nemuna
Der Nationalpark Bjeshkët e Nemuna (albanisch Parku Kombëtar Bjeshkët e Nemuna; serbisch Национални парк Проклетије Nacionalni park Prokletije) ist ein Nationalpark im Westen des Kosovos, der die Gebirgslandschaft des Bjeshkët e Nemuna të Kosovës (deutsch Verwunschene Berge des Kosovo) genannten Teile der Albanischen Alpen schützt. Er ist einer der beiden Nationalparks im Kosovo und seine Schutzgebietsfläche grenzt in den nördlichen und westlichen Bereichen an Albanien, Montenegro und Serbien.

## Beschreibung
Der am 21. Januar 2013 durch das Gesetz „No. 04/L – 086“ nach Artikel 65 der Verfassung der Republik Kosovo eingerichtete Nationalpark erstreckt sich über eine Fläche von 62.488 Hektar in den festgelegten Nationalparkgrenzen der Gemeinden Gjakova, Junik, Deçan, Peja und Istog. Den Nationalpark durchfließen kleine Flüsse und Bäche, darunter die Bistrica e Pejës in der Rugova-Schlucht. Außerdem befinden sich der höchste Punkt des Kosovos, die Gjeravica (2656 m. i. J.), und einige kleine Seen wie zum Beispiel der Leqinat-See (albanisch Liqen i Kuqishtës) und der Liqen i Zemrës im Schutzgebiet. Die Nationalparkverwaltung wurde in der Stadt Peja eingerichtet.
Es befinden sich weitere Naturschutzgebiete und Naturdenkmäler die im Nationalpark inkludiert wurden wie das im Jahr 1955 deklarierte und 25 ha große botanische Schutzgebiet „Maja e Ropsit“, das im Jahr 1955 deklarierte und 161 ha große Naturschutzgebiet „Kozhnjari“ mit einem Vorkommen der Gämse oder das im Jahr 1988 auf 4301 ha deklarierte Schutzgebiet „Gryka e Rugovës“. Ein Gebiet von geologischer und hydrologischer Bedeutung mit mehreren Höhlen. Für den Nationalpark wurden Schutzgebietsflächen ausgewiesen, die sich aufteilen in Areale von 32847 ha in der Gemeinde Peja, 16786 ha in der Gemeinde Deçan, 5273 ha in der Gemeinde Junik, 5074 ha in der Gemeinde Istog und 3048 ha in der Gemeinde Gjakova. Diese Schutzgebietsflächen sind zu 71 % (45166 ha) mit Wäldern bestockt, bestehen zu 25 % (15520 ha) aus Wiesen und Grasland, zu 3 % (1883 ha) aus Brachen, zu 1 % (438 ha) aus Siedlungsgebieten und jeweils zu 0,01 % (9 ha) aus Steinbrüchen und Seen.
Im Gebiet rund um den Berg Tromeđa grenzt der Park über jeweils eine kurze Strecke an den montenegrinischen Nationalpark Prokletije und den albanischen Nationalpark Alpen Albaniens.

## Klima
Das Klima im Nationalpark besitzt die größte Menge an atmosphärischen Niederschlägen und die größte Anzahl von Regentagen (über 130 Tage). Die Niederschlagsmenge variiert zwischen 1000 mm in den Tälern und 1500 mm im Gebirge über 2000 m Höhe. Die höchste Niederschlagsmenge wurde am westlichen Ende des Gebietes von „Bistrica i Deçan“ gemessen. Der Niederschlag durch Schnee ist im Gebirge mit durchschnittlich 40 bis 80 Tagen doppelt so hoch wie in den Tallagen und dem Durchschnitt des Kosovo mit 20 bis 30 Tagen. Die Tage mit einer geschlossenen Schneedecke in den Gipfellagen des Nationalparks wurden mit 60 bis zu 210 Tagen dokumentiert.
Die durchschnittliche Lufttemperatur in den Tallagen im Schutzgebiet betrug etwa 10,2 Grad Celsius während in den Höhenlagen über 2000 m etwa 5 Grad Celsius erreicht wurden. Der kälteste Monat wurde mit dem Januar und der wärmste Monat mit dem Juli aufgezeichnet. Der Wind kam vorwiegend aus Westen, Südwesten und Nordosten, wobei die Winde aus nordöstlicher Richtung am stärksten waren und verstärkt im Winterhalbjahr aufgezeichnet wurden.

## Flora und Fauna
Die vom Nationalpark geschützten Regionen gelten als das unzugänglichste Gebirge in Europa und als ein weitgehend naturnah erhaltenes Gebirge auf der Balkanhalbinsel. Das Klima im Gebirge ist rau und windig mit schwierigen Lebensbedingungen für die Bewohner und der im Schutzgebiet vorkommenden Flora und Fauna.

### Flora
In den sehr abwechslungsreichen Lebensräumen von alpinen Gipfellagen über Bergweiden, Wäldern mit Nadel- und Laubbäumen bis zu den Tallagen mit Wiesen und der zahlreichen Bäche, Teiche und Seen wurden 1611 Pflanzenarten dokumentiert. Davon waren 255 endemisch und 19 Pflanzenarten wurden in der Roten Liste gefährdeter Arten als bedrohte oder seltene Arten ausgewiesen.
Eine kleine Auswahl der Pflanzenarten sind beispielsweise der Berg-Ahorn (Acer pseudoplatanus), der Tatarische Steppen-Ahorn (Acer tataricum), der Feldahorn (Acer campestre), die Orientalische Hainbuche (Carpinus orientalis), die Manna-Esche (Fraxinus ornus), die Europäische Hopfenbuche (Ostrya carpinifolia), die Kultur-Birne (Pyrus communis), die Vogelkirsche (Prunus avium), die Gemeine Hasel (Corylus avellana), der Eingriffelige Weißdorn (Crataegus monogyna), die Kornelkirsche (Cornus mas), der Stech-Wacholder (Juniperus oxycedrus), der Gemeine Wacholder (Juniperus communis), der Verschiedenblättrige Schwingel (Festuca heterophylla), das Gewöhnliche Knäuelgras (Dactylis glomerata), der Gamander-Ehrenpreis (Veronica chamaedrys), die Wald-Erdbeere (Fragaria vesca), der Gemeine Wirbeldost (Clinopodium vulgare), das Einblütige Perlgras (Melica uniflora), das Wald-Veilchen (Viola reichenbachiana), die Stängellose Schlüsselblume (Primula vulgaris), die Schwärzende Platterbse (Lathyrus niger), die Bunte Platterbse (Lathyrus venetus), die Die Aremonie (Aremonia agrimonoides) und die Zwiebel-Zahnwurz (Cardamine bulbifera).

### Fauna
So vielfältig die Flora im Nationalpark ist so ist die Vielfalt der Tierarten ebenfalls hoch. Es wurden insgesamt acht Fischarten, 13 Amphibienarten, zehn Reptilienarten, 148 Vogelarten, 37 Säugetierarten und 129 Schmetterlingsarten dokumentiert.

### Fische
Für den Nationalpark wurden die Bachforelle (Salmo trutta fario), die Marmorierte Forelle (Salmo marmoratus), die Barbe (Barbus barbus), der Europäische Aal (Anguilla anguilla), der Döbel (Squalius cephalus), der Karpfen (Cyprinus carpio) und der Hecht (Esox lucius) aufgezeichnet.

### Säugetiere
Im Nationalpark wurden seltene und besonders geschützte Säugetiere wie der Eurasische Luchs (Lynx lynx), der Europäische Braunbär (Ursus arctos arctos), der Fischotter (Lutra lutra), der Wolf (Canis lupus), die Europäische Wildkatze (Felis silvestris) und die Gämse (Rupicapra rupicapra) beobachtet.

### Avifauna
Aufgrund der besonderen Lage des Nationalparks im Bereich der Vogelzugrouten und der hohen Anzahl an Vogelarten wurde er mit einer Teilfläche von 106,661 ha in das Netzwerk der besonderen  Vogelschutzgebiete aufgenommen. Das Vogelschutzgebiet wird durch die „Vogelschutz- und Studiengesellschaft Serbiens“ (BPSSS) betreut und unter dem Namen des gleichnamigen Gebirgsmassives der Südostdinariden Prokletije geführt. Seltene Vogelarten wurden beispielhaft mit dem Steinadler (Aquila chrysaetos), dem Rötelfalken (Falco naumanni) und dem Auerhuhn (Tetrao urogallus) nachgewiesen. Weitere Vogelarten, die eine besondere Beachtung fanden, waren das Steinhuhn (Alectoris graeca), das Haselhuhn (Tetrastes bonasia), der Dreizehenspecht (Picoides tridactylus), die Alpenkrähe (Pyrrhocorax pyrrhocorax), die Alpendohle (Pyrrhocorax graculus), der Mauerläufer (Tichodroma muraria), der Steinrötel (Monticola saxatilis), die Alpenbraunelle (Prunella collaris) und der Schneesperling (Montifringilla nivalis).

## Schutzziele

### Umweltschutz
Für den Umweltschutz wurde die Erhaltung der Ökosysteme und der Schutz der regional ursprünglich vorkommenden Pflanzen- und Tierarten im Besonderen der Raritäten festgelegt. Die Nutzung der natürlichen Ressourcen sollte im Einklang mit den definierten Konzepten und der nachhaltigen Entwicklung des Schutzgebietes erfolgen. Hierfür wurden maßstabsgetreue Flächenverzeichnisse erstellt die entsprechende ökologische und geomorphologische Werte, eine Darstellung der Artenvielfalt, definierte Werte der natürlichen Landschaften, kulturelle und bauliche sowie räumliche und funktionale Besonderheiten dokumentieren.

### Kulturelle Besonderheiten
Die für die einzelnen Gemeinden charakteristische Kleidung, Bräuche, der bekannte „Tanz von Rugova“ und einer Reihe von alten Kultgegenständen sowie historische Denkmäler wurden als prägende Merkmale für den Nationalpark bestimmt. Innerhalb der Nationalparkgrenzen befinden sich zehn Kulturerbestätten. Darunter befinden sich mit dem Kloster Visoki Dečani aus dem 14. Jahrhundert und dem Patriarchenkloster Peć von Peja aus dem 13. Jahrhundert zwei große mittelalterliche byzantinische Kirchen die auf der Liste des Weltkulturerbes der UNESCO stehen. Weitere wichtige Kulturdenkmale sind die Ruinen einer „Gradina“-Siedlung auf dem höchsten Punkt der Schlucht Gjeravica, die Ruinen der Festung im Dorf Lipë und Koshare, die Mönchshöhle in der Rugova-Schlucht (die sogenannte „Höhle der Königin“), die Ruinen der Kirche in Lipë und die Kirche in Kuqishtë in der Gemeinde Peja.

### Wissenschaftliche Ziele
Für Forschungen und Untersuchungen zur Entstehung und Besiedlung des Gebirges stehen zahlreiche erhaltene Artefakte zur Verfügung die ebenfalls eine Quelle für die Entwicklung der Natur darstellen. Dies gilt vor allem für endemische und seltene Arten der Flora und Fauna im Schutzgebiet darunter die im Gebiet von Bjeshke i Nemuna vorhandenen bis zu 1000 Jahre alten Schlangenhaut-Kiefern (Pinus heildreichii).

### Tourismus
Für die Nutzung zu touristischen Zwecken wurden der stationäre Wintertourismus mit Skisportarten, zur Erholung und zum allgemeinen Tourismus für Wanderungen im Gebirge vorgesehen. Die im Nationalpark günstigen Klimabedingungen, die allgemeine Höhenlage und der Zeitraum der Schneebedeckung unterstützen die Nutzung durch den Tourismus im Winter.

## Gefährdung
Zu den Hauptproblemen im Nationalparkgebiet zählen die Abholzung der Wälder, Brände und illegale Bauarbeiten im besonderen Bereich der Gewässer. Die unkontrollierte Abholzung von Wäldern führt zu Schäden die neben dem Verlust der Wälder, der Störung der Ökosysteme, der Beeinträchtigung der Tierwelt, der Schädigung der Landschaft und sich in der Entstehung von Erosion widerspiegeln. Durch die Errichtung vieler Gebäude in der Form von Hotels und Wohngebäuden kommt es zur Zersiedlung der ursprünglichen Dörfer und Siedlungen. Negative Auswirkungen auf den Nationalpark haben Gebäude die ohne Umwelt-, Raum- und Umweltplanung errichtet wurden. Die Auswirkungen sind Erosion und eine Reduktion der natürlichen Biodiversität.